# Тарбазитуй
Тарбазитуй — упразднённый посёлок в Краснокаменском районе Забайкальского края Россия. В 2004 году присоединен к селу Маргуцек. К 2022 году посёлок покинут жителями, на его месте развалины.

## География
Располагался в 2,5 км к юго-востоку от села Маргуцек и в 63 км к северо-западу от города Краснокаменск.

## История
Законом Читинской области от 26 февраля 2004 года № 36 включен в состав села Маргуцек.

## Население
По переписи 1989 года в посёлке проживало 313 человек. Согласно результатам переписи 2002 года, в поселке проживал 341 человек, в национальной структуре населения русские составляли 82 %

## Инфраструктура
Имелся фельдшерско-акушерский пункт.